# Chickaloon (Alaska)
Chickaloon es un lugar designado por el censo situado en el borough de Matanuska-Susitna en el estado estadounidense de Alaska. Según el censo de 2010 tenía una población de 272 habitantes.

## Demografía
Según el censo de 2010, Chickaloon tenía una población en la que el 86,4% eran blancos, 0,0% afroamericanos, 6,3% amerindios, 0,7% asiáticos, 0,0% isleños del Pacífico, el 0,4% de otras razas, y el 6,3% pertenecían a dos o más razas. Del total de la población el 1,5% eran hispanos o latinos de cualquier raza.

## Localidades adyacentes
El siguiente diagrama muestra a las localidades más próximas a Chickaloon.